# Euphoresia maculipennis
Euphoresia maculipennis är en skalbaggsart som beskrevs av Max Quedenfeldt 1884. Euphoresia maculipennis ingår i släktet Euphoresia och familjen Melolonthidae. Inga underarter finns listade i Catalogue of Life.